# Villa di Corliano

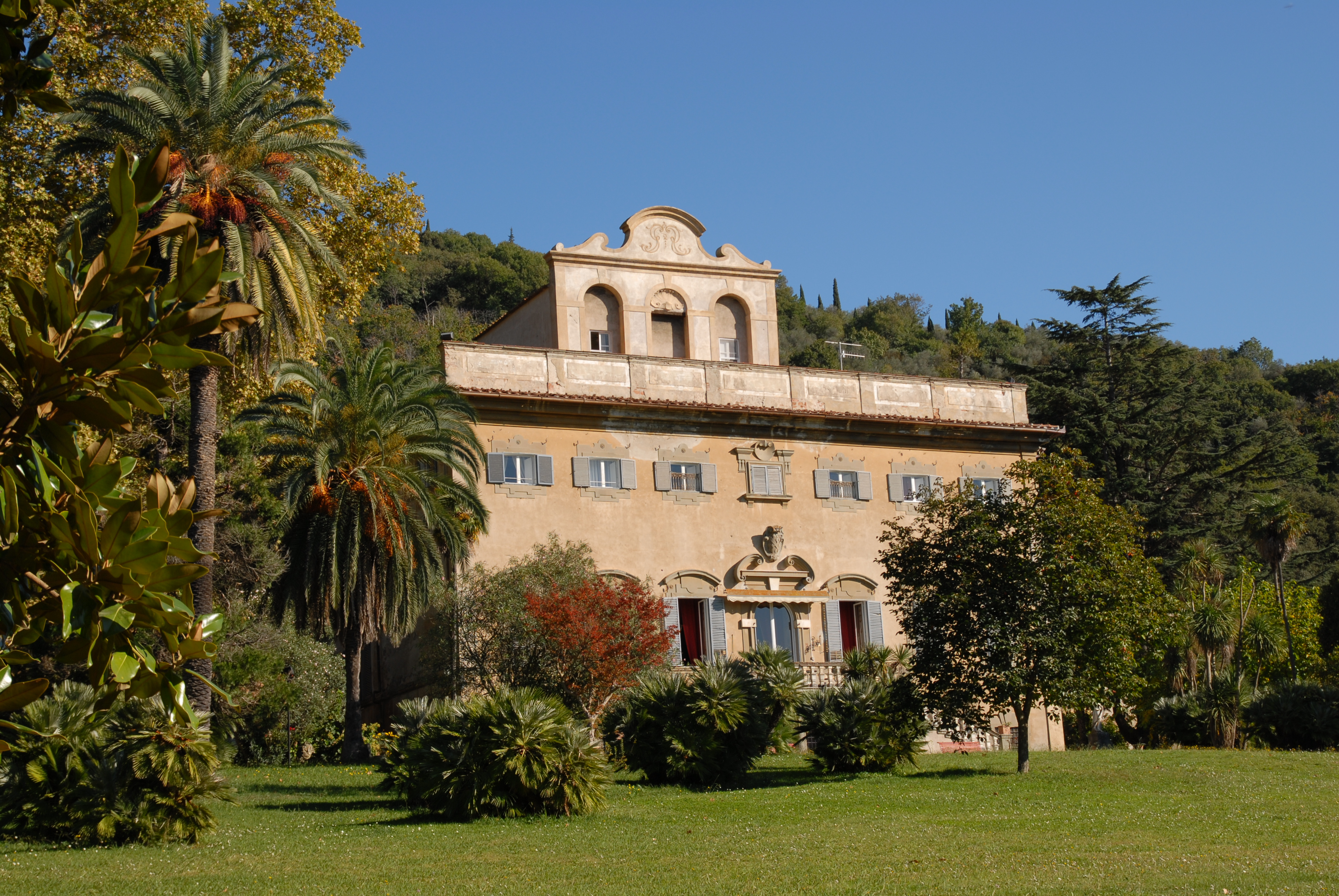
Villa di Corliano (primavera 2007)

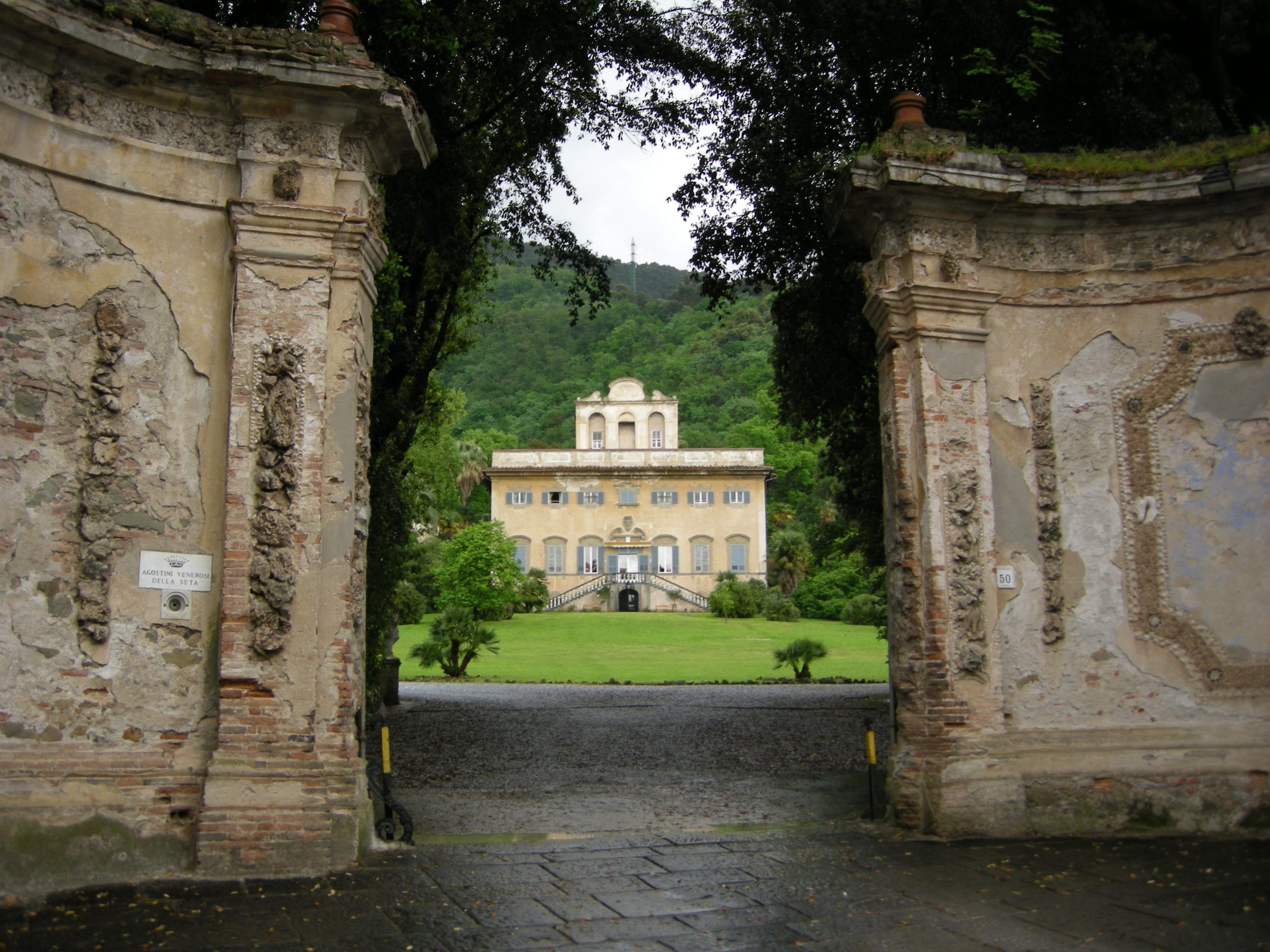
L'ingresso monumentale

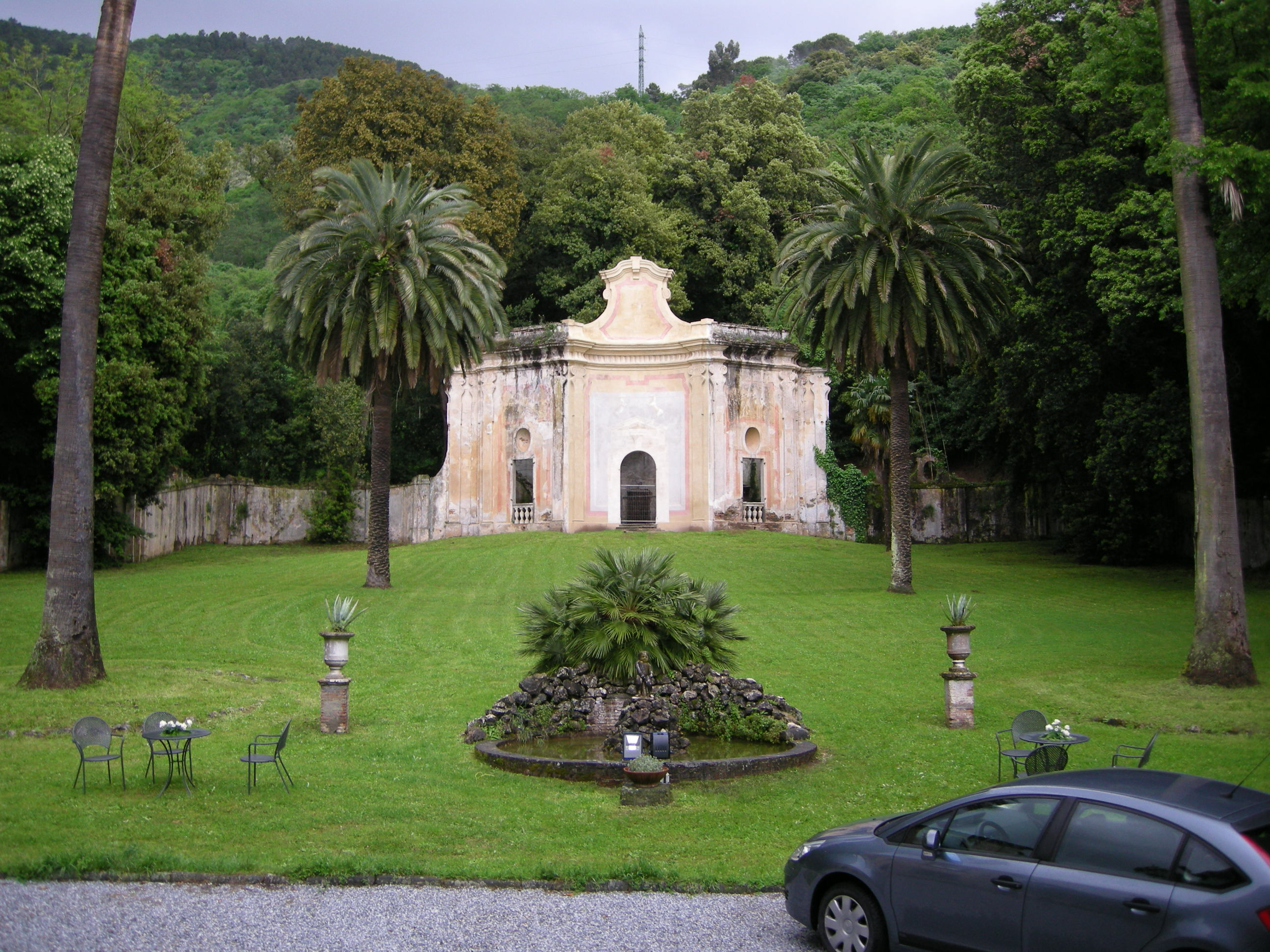
Teatro di verzura

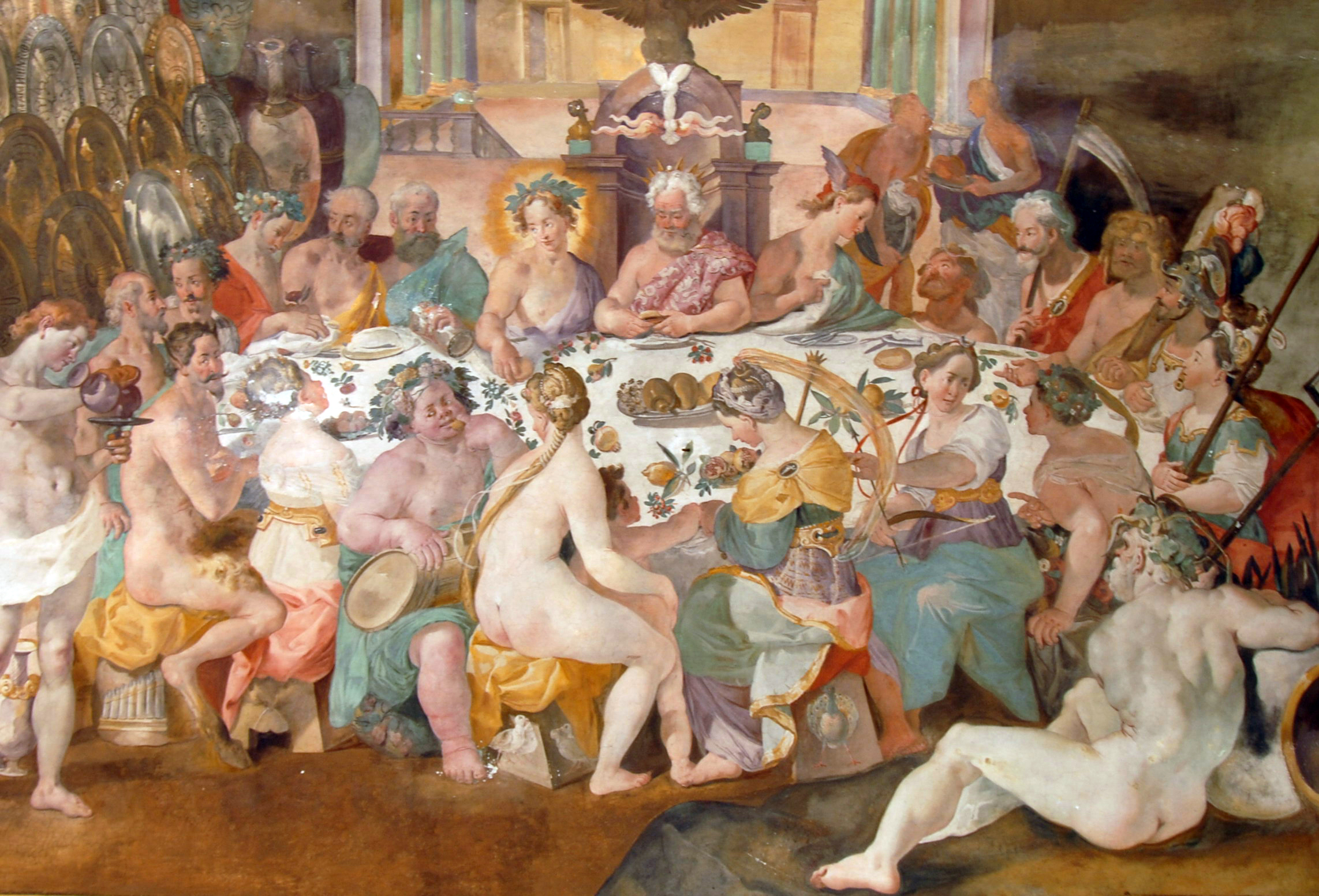
Convivio degli dei di Andrea Boscoli (1592)

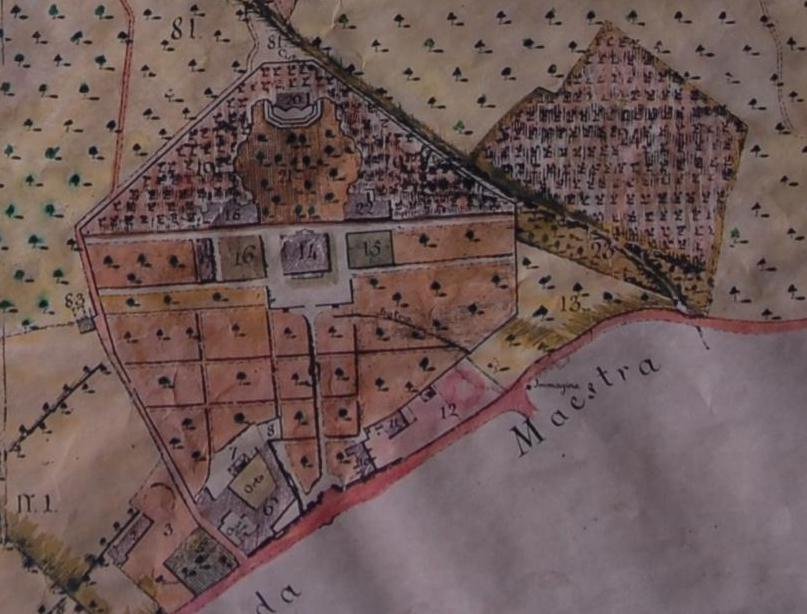
Parco della Villa Agostini Venerosi della Seta a Corliano (1766)

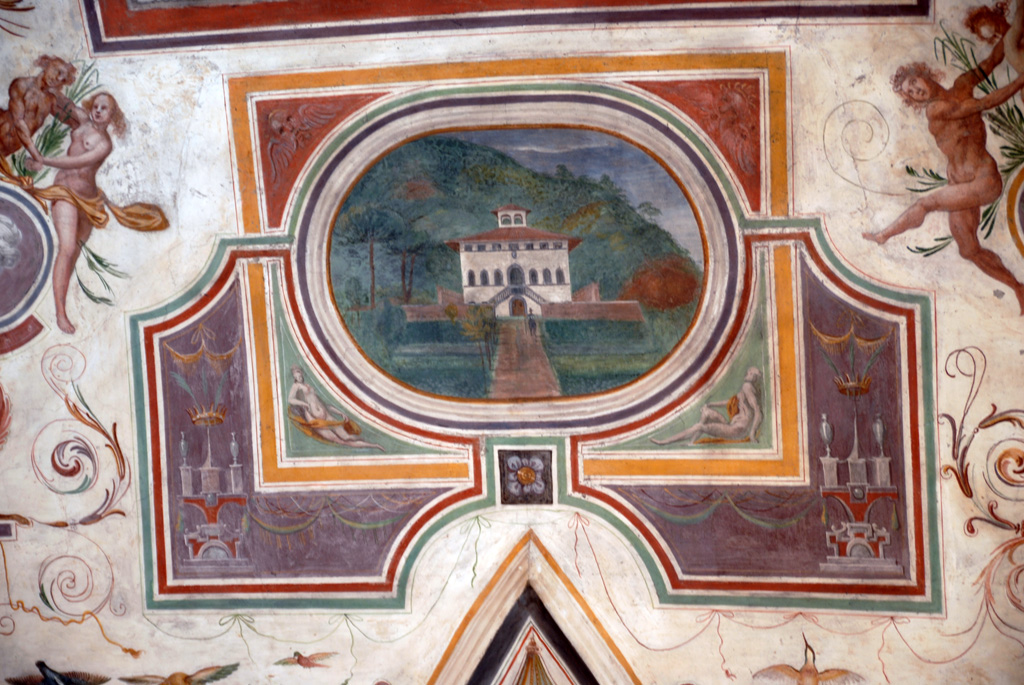
Villa di Corliano, 1592

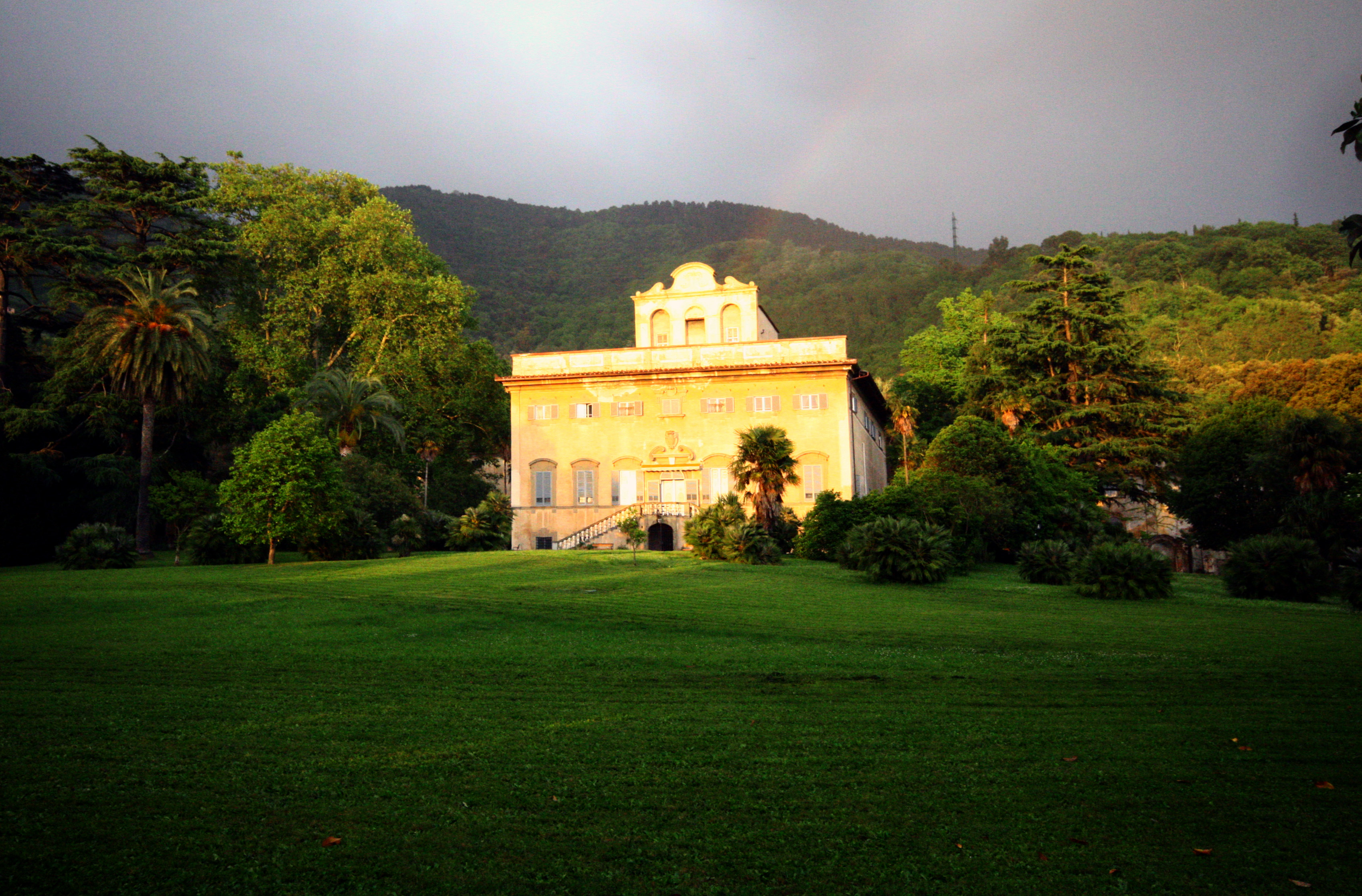
La Villa con l'arcobaleno

La villa di Corliano è un edificio situato in località Corliano, nel comune di San Giuliano Terme nella provincia di Pisa.
Il "Palazzo al Borgo di Corliano" risale alla prima metà del XV secolo e fu eretto come residenza estiva alle pendici occidentali della riserva naturale dei Monti Pisani nel comune di San Giuliano Terme, lungo la strada statale 12 dell'Abetone e del Brennero e le precedenti Via Julia Augusta e Via Aemilia Scauri, a metà strada tra le città di Pisa e Lucca, nelle vicinanze del Parco di Migliarino, San Rossore e Massaciuccoli.
Il fiorentino Vincenzo di Luca Pitti descriveva la Villa di Corliano come "il più bel Palazzo che sia intorno Pisa" nel 1616.

## Storia
La villa sorge in un'area che anticamente fu proprietà dei pisani Venuleii, una famiglia consolare romana di origine etrusca. Nel 1126 la proprietà risulta in possesso dei figli di Schiero II Visconti di Pisa, rappresentanti degli Obertenghi a Pisa.
La costruzione della villa fu comunque iniziata dagli Spini, famiglia di mercanti e banchieri, proprietari dell'omonimo palazzo fiorentino antistante il Ponte Santa Trinita, nella prima metà del XV secolo forse sui ruderi della villa di L.Venuleius Montanus, duoviro della colonia pisana, console di Attidium (città romana nei pressi di Fabriano), membro dell’antichissimo collegio sacerdotale degli Arvali, che nel 92 d.C. costruì l'acquedotto di Caldaccoli e le Terme di Pisa.
Al 17 giugno 1536 (stile pisano) risale l'atto di vendita della proprietà da parte dei fratelli Giovanni e Bernardo di Francesco Spini di un "Palazzo da Signore, con una scala di fuora, con un ballatoio davanti alla porta maggiore, con fonte e con terra intorno ad uso di detto palazzo", in favore di Pietro di Niccolao della Seta e dietro esborso di 1500 fiorini fiorentini.
I soffitti del salone e del vestibolo di ingresso, affrescati dal pittore fiorentino Andrea Boscoli tra il 1592 e il 1593, rappresentano scene mitologiche tratte dalle Metamorfosi e dai Fasti di Ovidio ed i segni zodiacali associati a ciascun mese del calendario; al centro del salone il grande affresco "Convivio delle divinità". Si tratta della raffigurazione di un baccanale di divinità romane, volto a cogliere il favore degli astri per alcuni personaggi, ritratti insieme ai committenti - Pietro della Seta e Laura Lanfranchi - e allo stesso Andrea Boscoli. Sede di numerose Accademie da quella degli Svegliati fino alla Colonia Alfea, filiazione pisana dell'Accademia dell'Arcadia, ha in facciata i fregi dell'Accademia degli Stravaganti (una tartaruga ed una lepre). All'esterno graffiti tipici del manierismo fiorentino che rappresentano le virtù Accademiche della “Fortezza, Abbondanza e Fortuna”. 
Nel 1755 in occasione del matrimonio di Teresa della Seta Gaetani Bocca (1736-1816) con il conte Cosimo Baldassarre Agostini Fantini Venerosi (1722-1793), la villa fu ristrutturata dall'architetto veronese Ignazio Pellegrini (1715-1790). Il Pellegrini mutò l'approccio scenografico del primitivo vialone d'accesso alla villa che da rettilineo e in asse con l'entrata della villa, trasformò in un duplice percorso anulare, lambito, all'interno, da un parco all'inglese e, verso l'esterno, da boschi e uliveti. Il parco già descritto da Giovanni Targioni Tozzetti nella seconda metà del Settecento, è ispirato al rococò; si estende su 7 ettari con piante secolari e rare specie botaniche, racchiude al suo interno una piccola Kaffeehaus del XVIII secolo con un teatro di verzura, la scuderia, il borgo, la fattoria, il frantoio e la chiesa dei Santi Pietro e Paolo. Il frantoio, costruito alla metà del XVIII secolo, produceva l'olio delle olive (coltivate nelle tre tenute di famiglia a Corliano di San Giuliano Terme, a Colleoli di Palaia e a Capannile di Lari) che è stato esportato in Europa e nelle Americhe fino al 1921 con importanti riconoscimenti di numerose esposizioni universali del XIX secolo, ancora oggi conservati nelle cantine della Villa.
Nella villa di Corliano soggiornò nella prima metà del Settecento Enrico Benedetto Stuart, pretendente al trono inglese, mentre a metà Ottocento venne messa a disposizione del fisico Carlo Matteucci. Si trovano inoltre menzionate visite di Aonio Paleario, di Giacomo I d'Inghilterra, di Filippo Erasmo di Liechtenstein, di Ferdinando Augusto di Lobkowicz, di Giuseppe Venceslao di Liechtenstein, di Cristiano VI di Danimarca, di Gustavo III di Svezia, di William Hamilton, di Carlo Goldoni, di Vittorio Alfieri, del generale Gioacchino Murat, di Luigi Bonaparte, di Paolina Borghese, di Carlo Alberto di Savoia, dei poeti George Gordon Byron e Percy Bysshe Shelley, della scrittrice Carolina Cornwallis (figlia del generale Cornwallis), di Alessandro Dumas.
L'assetto attuale del giardino è fatto risalire alla fine dell'Ottocento: nel 1884, in occasione delle nozze tra il conte Alfredo Agostini Venerosi della Seta e la contessa Teresa Marcello il parco fu rinnovato abbandonando la rigida assialità della disposizione precedente, il prato di fronte alla villa fu unificato e rialzato nella zona centrale in modo da creare un lieve declivio. Una leggenda sostiene che il grande platano secolare di fronte alle scuderie sarebbe stato piantato come Albero della libertà dai francesi repubblicani quando fecero il loro ingresso in Toscana alla fine del Settecento.
La villa è ancora oggi nella disponibilità degli Agostini Venerosi della Seta; una parte del complesso monumentale è riservata ad attività ricettiva extralberghiera di Residenza d'Epoca ai sensi della Legge Regionale 42/2000 (art.58) per la salvaguardia di immobili storici, vincolati dal Ministero per i Beni e le Attività Culturali.

## Bibliografia

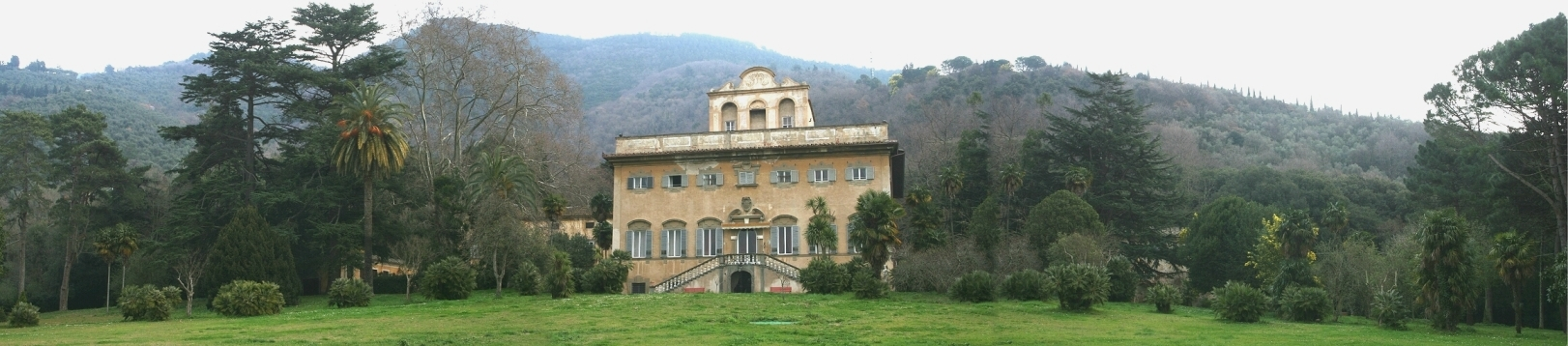
Villa e Parco di Corliano (inverno 2008)